# Каунаський залізничний міст
Каунаський залізничний (Зелений) міст (лит. Kauno geležinkelio (Žaliasis) tiltas) — залізничний міст через річку Німан у Каунасі, Литва. Поєднує центральну частину міста з районом Нижня Фреда. Вище за течією знаходиться Панемунський міст, нижче за течією — міст Чюрльоніса. Міст включено до Реєстру культурних цінностей Литовської Республіки, які охороняються державою (код 22215). Один із найбільших мостів Литви.

## Історія

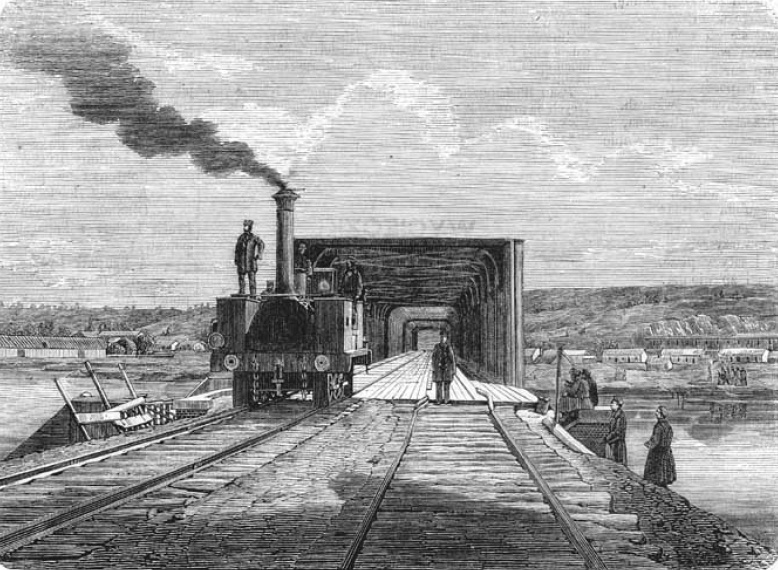
Залізничний міст у 1860-тих роках

Міст зведений у процесі будівництва залізничної лінії від станції Лентварис до прусського кордону (станція Кибартай) залізниці Санкт-Петербург-Варшава, одночасно із Каунаським залізничним тунелем на правому березі річки Німан.
Автором проекту був інженер Сезанн (лит. Cézanne). Будівництво велося з квітня 1859 року по 4 лютого 1862 року французькою компанією Ernest Goüin et compagnie. Металеві частини мосту були виготовлені у Франції, а потім доставлені кораблем до Каунаса. Ферми середнього прольоту збиралися в майстернях на лівому березі й потім, за допомогою понтонів і гідравлічних домкратів, монтувалися на опори. Решта ферм збиралися на місці за допомогою риштувань. 21 листопада 1861 року було змонтовано останню ферму. Для будівництва конструкцій мосту було використано 2025 т сталі і 2130 т чавуну. Загальна вартість будівництва склала 904 тис. рублів. Перший поїзд перетнув міст 27 лютого 1862 року.
Проміжні опори складалися з чавунних колон, шириною вгорі 3,22 м, а знизу 3,50 м, зібраних з окремих, з'єднаних між собою болтами чавунних частин. Під час робіт із занурення опор загинув один робітник. Після занурення опори були заповнені гідравлічним бетоном. 2 колони підтримували основну частину споруди, інші дві служили основою для льодорізів із чавуну та заліза.
Схема споруджених прольотів: крайні прольоти по 71,48 м, середні — по 78,52 м і два додаткові берегові прольоти довжиною 10,7 м кожен. Висота ферм становила 6,75 м, ширина — 8 м.
В ніч з 17 на 18 серпня 1915 року два центральних прольоти мосту були підірвані відступаючими російськими військами. Натомість, німці побудовали тимчасовий понтонний міст. У листопаді того ж року силами російських військовополонених і німецьких військових почалося відновлення постійного мосту. Крайні прольоти були укріплені параболічними фермами. 14 квітня 1916 року міст був урочисто відкритий у присутності П. Гінденбурга, Е. Людендорфа та інших німецьких воєначальників. Новий міст отримав офіційну назву Reichsbrücke. У перший рік після ремонту міст був пофарбований свинцево-зеленою фарбою, внаслідок чого отримав назву Зелений залізничний міст.
У міжвоєнний період, коли через Німан існував тільки один міст, даний залізничний міст також використовувався в якості автомобільного. Між залізничними коліями було облаштовано смугу для руху гужового транспорту, велосипедистів та автомобілів. Рух вантажівок та автобусів мостом було заборонено.
24 червня 1941 року міст був підірваний за наказом генерала Івана Шльоміна. Восени того ж року він був відновлений німцями. Параболічні ферми були замінені на прямокутні. У такому вигляді міст функціонував до літа 1944 року, коли відступаючі німецькі війська знову його підірвали.
Існуюча на даний час споруда побудована в 1945—1948 роках інженерними військами СРСР. У 1961 році на мосту були облаштовані пішохідні тротуари.
У 1996 році міст був внесений до Реєстру культурних цінностей Литви. У 2002 році, після відкриття мосту Чюрльоніса, розташованого на відстані менш ніж 100 м нижче за течією, пішохідний рух залізничним мостом було закрито.
У 2014 році компанією UAB «Švykai» проведено капітальний ремонт мосту. В ході робіт було виконано ремонт та антикорозійний захист металоконструкцій, ремонт залізобетонних конструкцій опор. Роботи проводилися без закриття руху через міст.

## Конструкція
Міст металевий, складається із восьми прольотів. Частина конструкцій, які розташовані над поверхнею води, перекривається балочними фермами з паралельними поясами. Бічні прольоти — металеві, клепані, двотаврові балки. Опори монолітні, залізобетонні. Загальна довжина мосту складає 360 м, ширина — 10,35 м.
Міст двоколійний, призначений для руху залізничного транспорту. Пішохідний рух через міст заборонено.